# قشلاق جهان خانملو
قشلاق جهان خانملو یک روستا در ایران است که در بخش انجیرلو واقع شده‌است. قشلاق جهان خانملو ۶۹ نفر جمعیت دارد.